# Ewald Körner
 (juin 2024).
Si vous disposez d'ouvrages ou d'articles de référence ou si vous connaissez des sites web de qualité traitant du thème abordé ici, merci de compléter l'article en donnant les références utiles à sa vérifiabilité et en les liant à la section « Notes et références ».
 (juin 2024).
La mise en forme du texte ne suit pas les recommandations de Wikipédia : il faut le « wikifier ».
Les points d'amélioration suivants sont les cas les plus fréquents. Le détail des points à revoir est peut-être précisé sur la page de discussion.
- Les titres sont pré-formatés par le logiciel. Ils ne sont ni en capitales, ni en gras.
- Le texte ne doit pas être écrit en capitales (les noms de famille non plus), ni en gras, ni en italique, ni en « petit »…
- Le gras n'est utilisé que pour surligner le titre de l'article dans l'introduction, une seule fois.
- L'italique est rarement utilisé : mots en langue étrangère, titres d'œuvres, noms de bateaux, etc.
- Les citations ne sont pas en italique mais en corps de texte normal. Elles sont entourées par des guillemets français : « et ».
- Les listes à puces sont à éviter, des paragraphes rédigés étant largement préférés. Les tableaux sont à réserver à la présentation de données structurées (résultats, etc.).
- Les appels de note de bas de page (petits chiffres en exposant, introduits par l'outil «  Source ») sont à placer entre la fin de phrase et le point final[comme ça].
- Les liens internes (vers d'autres articles de Wikipédia) sont à choisir avec parcimonie. Créez des liens vers des articles approfondissant le sujet. Les termes génériques sans rapport avec le sujet sont à éviter, ainsi que les répétitions de liens vers un même terme.
- Les liens externes sont à placer uniquement dans une section « Liens externes », à la fin de l'article. Ces liens sont à choisir avec parcimonie suivant les règles définies. Si un lien sert de source à l'article, son insertion dans le texte est à faire par les notes de bas de page.
- La présentation des références doit suivre les conventions bibliographiques. Il est recommandé d'utiliser les modèles {{Ouvrage}}, {{Chapitre}}, {{Article}}, {{Lien web}} et/ou {{Bibliographie}}. Le mode d'édition visuel peut mettre en forme automatiquement les références.
- Insérer une infobox (cadre d'informations à droite) n'est pas obligatoire pour parachever la mise en page.

Pour une aide détaillée, merci de consulter Aide:Wikification.
Si vous pensez que ces points ont été résolus, vous pouvez retirer ce bandeau et améliorer la mise en forme d'un autre article.
Ewald Körner, né le 20 janvier 1926 à Bernau, district de Neudek, Tchécoslovaquie   et décédé le 11 septembre 2010 à Berne   est clarinettiste et chef d'orchestre, de nationalité tchécoslovaque-germano- suisse.

## Biographie
Körner né dans les Sudètes (Allemagne). Il étudie le piano et la clarinette à l'Université allemande de musique de Prague et la direction d'orchestre avec Joseph Keilberth. Après son service militaire, il est clarinettiste au Théâtre national de Magdebourg de 1946 à 1948. De 1948 à 1950, il étudie la direction d'orchestre à Hanovre. De 1951 à 1960, il est répétiteur solo puis deuxième chef d'orchestre au Théâtre national de Braunschweig. En 1956, il fonde l'Orchestre des Jeunesses Musicales de Braunschweig. Il arrive à Berne en 1960 comme chef d'orchestre d'opérette et travaille comme premier chef d'orchestre au théâtre municipal de 1963 à 1991. Pendant cette période, il dirige plus de 103 premières ; toi. un. En 1991, création du Juge de François Pantillon. Körner est un chef invité permanent de la Philharmonie slovaque. Il dirige également pendant de nombreuses années le Studio international d'opéra de Lausanne et le cours de direction d'orchestre de la Haute école de musique de Berne. Ses étudiants incluent Ludwig Wicki, Christian Henking, Margrit Zimmermann et Kaspar Zehnder.
Né dans les Sudètes, dans ce qui est alors la Tchécoslovaquie, Körner arrive dans la ville fédérale en 1960 et a travaille au Théâtre municipal de Berne jusqu'en 1991. A l'âge de 34 ans, le directeur du théâtre municipal de l'époque, Walter Oberer, le fait venir dans la ville fédérale en tant que chef d'orchestre d'opérette. Très vite, il est promu premier chef d'orchestre et devient l'interlocuteur de la troupe d'opéra et de l'orchestre. Il fait partie des figures de proue des années de fierté de l'opéra bernois. Ewald Körner travaille plus de 30 ans dans la maison de la Kornhausplatz. En tant que chef d'orchestre, il dirige 103 premières et 2'000 représentations, selon la "Berner Zeitung BZ".
Körner étudie à Prague avant d'être appelé au front à l'âge de 18 ans. Après la fin de la guerre et une fuite aventureuse, il devient d'abord clarinettiste d'orchestre à Magdebourg, puis maître de chapelle à Brunswick.
Obtention d'un doctorat honorifique et d'un prix artistique
Körner se fait connaître non seulement comme chef d'orchestre à l'opéra, mais aussi comme chef d'orchestre de concert, notamment comme chef invité permanent de l'Orchestre philharmonique de Slovaquie.
Körner se fait également un nom en tant que pédagogue. Il a ainsi dirige pendant 16 ans le Studio international d'opéra de Lausanne et, pendant des années, le cours de direction d'orchestre de la Haute école de musique de Berne. Après sa retraite, Körner travaille encore comme conseiller de jeunes talents et comme juré de concours.
En 1984, l'université de Berne décerne à Körner le titre de docteur honoris causa. En 1992, la Sudetendeutsche Landmannschaft lui décerne son prix artistique.
En tant que maître loué et aimé, Ewald Koerner apparaît dans les biographies de nombreuses personnalités musicales aujourd'hui renommées - nous ne mentionnerons ici que le directeur musical des Murten Classics, le chef d'orchestre Kaspar Zehnder.

## Prix
- 1984 : Docteur honoris causa de l'Université de Berne[4]
- 1992 : Prix artistique de l' équipe nationale allemande des Sudètes